# Chicago Red Stars
A Chicago Red Stars egy amerikai női labdarúgóklub, amely az NWSL bajnokságában szerepel. A klub székhelye Bridgeview, hazai mérkőzéseiket a SeatGeek Stadionban játsszák.

## Története

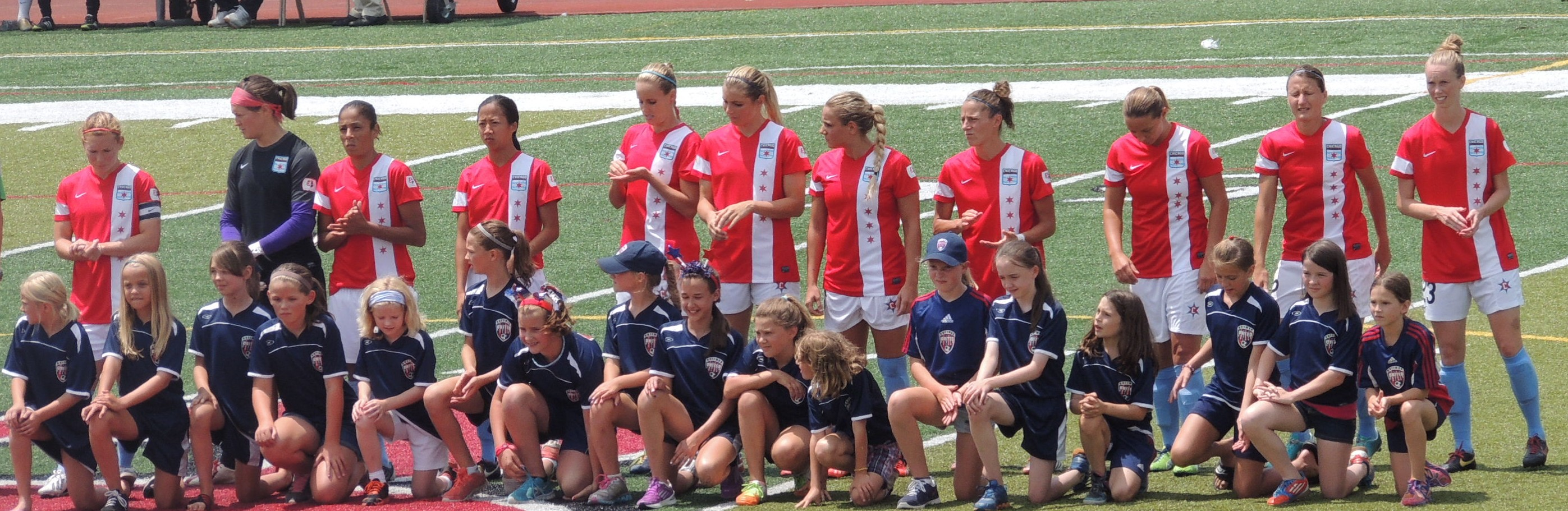
A Red Stars 2013-ban a Western New York Flash elleni bajnoki mérkőzésen.
Balról: Lori Chalupny, Erin McLeod, Maribel Dominguez, Rachel Quon, Leslie Osborne, Taryn Hemmings, Adriana Leon, Julianne Sitch, Inka Grings, Sonja Fuss, Michelle Wenino.

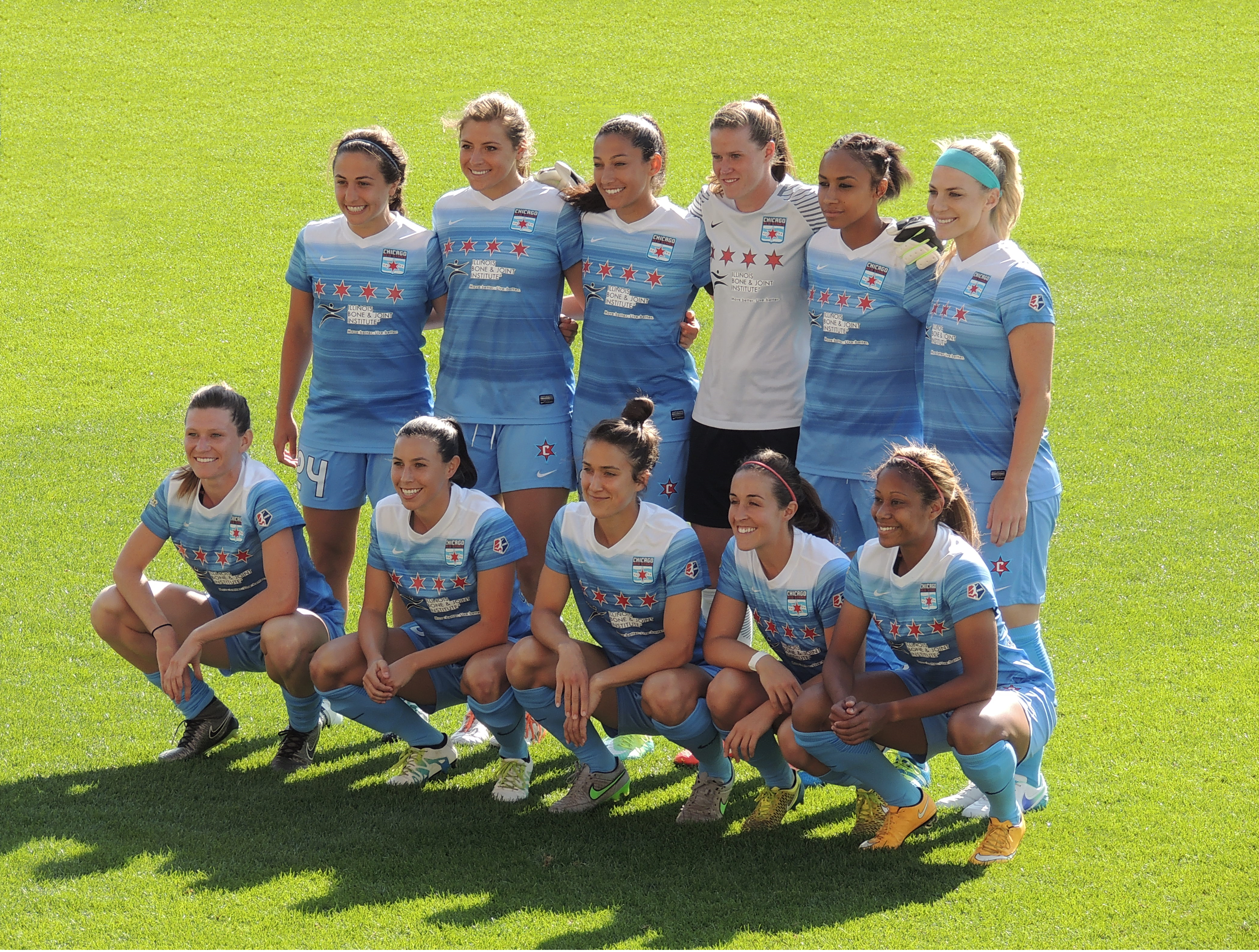
A Red Stars 2016-ban a Western New York Flash elleni bajnoki mérkőzésen.
Felső sor, balról: Danielle Colaprico, Sofia Huerta, Christen Press, Alyssa Naeher, Samantha Johnson, Julie Johnston.
Alsó sor, balról: Arin Gilliland, Vanessa DiBernardo, Jen Hoy, Amanda DaCosta, Casey Short.

## Sikerlista
Észak-amerikai ezüstérmes: (1)
- NWSL ezüstérmes (1): 2019

## Játékoskeret
2021. március 11-től
| #  |     | Poszt | Név                |
| -- | --- | ----- | ------------------ |
| 1  | USA | K     | Alyssa Naeher      |
| 21 | USA | K     | Emily Boyd         |
| 38 | USA | K     | Cassie Miller      |
| 3  | USA | V     | Arin Wright        |
| 6  | USA | V     | Casey Krueger      |
| 8  | USA | V     | Julie Ertz         |
| 11 | USA | V     | Sarah Gorden       |
| 14 | USA | V     | Zoe Morse          |
| 16 | USA | KP    | Sarah Woldmoe      |
| 26 | USA | V     | Tierna Davidson    |
| 28 | USA | V     | Kayla Sharples     |
| 29 | CAN | V     | Bianca St. Georges |
| 32 | USA | V     | Zoey Goralski      |

| #  |     | Poszt | Név                |
| -- | --- | ----- | ------------------ |
| 7  | USA | KP    | Nikki Stanton      |
| 10 | USA | KP    | Vanessa DiBernardo |
| 13 | USA | KP    | Morgan Gautrat     |
| 18 | USA | KP    | Ella Stevens       |
| 24 | USA | KP    | Danielle Colaprico |
| 2  | USA | CS    | Kealia Watt        |
| 4  | USA | CS    | Alyssa Mautz       |
| 5  | USA | CS    | Rachel Hill        |
| 9  | USA | CS    | Mallory Pugh       |
| 15 | USA | CS    | Makenzy Doniak     |
| 19 | USA | CS    | Sarah Luebbert     |
| 33 | MEX | CS    | Katie Johnson      |

## Korábbi híres játékosok
| - Danesha Adams - Shannon Boxx - Lori Chalupny - Marian Dalmy - Whitney Engen - Summer Green - Sofia Huerta - Samantha Johnson - Carli Lloyd - Michelle Lomnicki - Jillian Loyden - Kate Markgraf - Ella Masar - Stephanie McCaffrey - Savannah McCaskill - Kristie Mewis - Ella Masar - Katie Naughton - Leslie Osborne - Christen Press - Megan Rapinoe - Jackie Santacaterina - Julianne Sitch - Lindsay Tarpley - Lydia Vandenbergh - Michele Vasconcelos - Cara Walls | - Karen Carney - Katie Chapman - Heather Garriock - Sam Kerr - Lydia Williams - Cristiane - Mary Therese McDonnell - Shannon McDonnell - Nagaszato Júki - Karina LeBlanc - Erin McLeod - Carmelina Moscato - Rachel Quon - Melissa Tancredi - Maribel Domínguez - María Sánchez - Sonja Fuss - Inka Grings - Amanda Da Costa - Ifeoma Dieke - Verónica Boquete - Kosovare Asllani - Caroline Jönsson - Frida Östberg - Abby Erceg - Emily van Egmond - Rosie White |